# Šentjurjevski provizor (Kociper)
Šentjurjevski provizor je tretja drama Stanka Kocipra, ki jo je napisal tik pred drugo svetovno vojno. Ima politično oziroma ideološko ozadje. Nastala je kot osebni odziv na gonjo proti klerikalizmu oziroma duhovščini. V njej brani duhovniško čast. V drami so slikovito predstavljene Slovenske gorice, kar je pri Kocipru stalnica.

## Osebe
- Anton Trpin, šentjurjevski provizor
- Ferona, njegova mati
- Korenjak, veleposestnik in župan
- Lovro Kocen, lonar pri Korenjaku
- Požganov Franc, poročnik
- Magda, njegova hči
- Tjaž Krampač, viničar
- Orša, njegova žena
- Videk, njun sin
- Neža, stara postrežnica v župnišču
- Žandar

## Vsebina
Godi se v župnišču revne šentjurske fare.

### 1. dejanje
Provizor (premožni duhovnik) je dober človek, oslabljen od jetike. Pri sebi ima oslepelo mater in mlado Magdo, hčerko Franca, ki je svoje dni, ko je še bil pri denarju, veliko pomagal provizorju pri šolanju za duhovnika. Magda je veselo in pridno, a naivno dekle, noseča z Dolinarjevim Vančkom, s katerim se ljubita in se mislita poročiti, vendar o tej svoji nameri še skrbno molčita; vse to izvemo iz pisma, skritega v košari hrušk, ki jih norček Videk prinese Magdi v župnišče. Magda pismo presrečna prebere in ko jo Lovro nadleguje s snubljenjem, ga razigrano zavrne, češ da že ima fanta, ki mu ni para in za katerega nihče ne ve. Lovro, ki je bil že prej razširjal grde govorice o Magdi in provizorju, tudi njene igrive odgovore razume v tem smislu. Magda je ogorčena, saj provizorja neizmerno spoštuje in se ji zdijo Lovrove misli pravo svetoskrunstvo; toda zaradi naivnosti Lovra ne zna prepričljivo zavrniti. Nato v župnišče oblastno pride župan. Obtoži provizorja, da je Magdin ljubček ter da so ga zaradi tega pohujšanja tožili na škofijo. Provizor se pred grdo obdolžitvijo ne brani, le razloži, da ima Magdo pri hiši iz hvaležnosti do dobrotnika. Toda župan, ki ima sam koruzništvo na vesti, neprepričan odide, provizor pa Magdi žalostno pove, da bo morala od hiše. Medtem nastane strašna nevihta. Videk priteče po gospoda, strela naj bi ubila Dolinarjevega Vanča. Magdi se od žalosti skoraj zmede ter se zgrudi s krikom.

### 2. dejanje
Magda, ki vse od nesreče leži bolna v župnišču, rodi. Neža, ki ni o Magdini skrivnosti nič vedela, je vsa iz sebe, še posebej ko vidi, da provizor pozna njeno stanje. Ko Magda ostane za trenutek sama, v vročici vrže otroka skozi okno v potok in obleži nezavestna. Provizor, ki se je vtem vrnil po brevir, jo odnese v njeno sobo, opazi odprto okno in z grozo zasluti, kaj se je zgodilo, vendar mora takoj nazaj v cerkev k maševanju. V župnišču je popolna zmeda: otroka ni, Neža se ne znajde, Ferona ne verjame, da je otrok sinov, a jo je groza pohujšanja in govoric. Pride še Franc, ki tudi ni nič vedel o hčerkinem stanju, tudi zanj je razkritje strašno. Le provizor se ne boji sramote, hudo mu je zaradi ljudi, ki trpijo, in za Magdo, ki umira. Tjaž pride povedat, da so v potoku našli mrtvega novorojenčka on da prihajajo žandarji. Med zasliševanjem prinese Videk provizorjevo pokrivalo, ki da ga je našel v potoku; razleže se sum,, da je provizor ne le otrokov oče, ampak tudi morilec. Ta sum podpihujeta še posebej župan in po njegovem naročilu Lovro. Okoliščine so res take, da prepričajo tudi žandarja; provizorju da nekaj dni odloga, da opravi svoje opravke, nato naj se javi sam. Vsi, razen pijančka Tjaža, dvomijo vanj, provizor pa neomajno zaupa v svojo nedolžnost in v Boga. Magda umre.

### 3. dejanje
Provizor hudo bolan pospravlja svoje stvari, prpravlja prostor novemu gospodu; še danes se mora javiti žandarjem, a ga nihče noče peljati z vozom, ker nočejo imeti opravka s sramoto. Le Lovra strašno peče vest, saj je prav on začel z umazano gonjo zoper gospoda. Prizna mu svoj greh in ga prosi odpuščanja, toda to ostane med njima. Tudi najbližji so prepričani v njegovo krivdo, Franc mu ne da niti roke v slovo, mati se odvrne od njega in mu odreče materinski blagoslov. Le zvestemu Tjažu je na smrt hudo. Provizor odide v snežni metež, da bi se pravočasno javil na žandarstvu. Tjaž, ki so mu naročili, naj pospravi Magdino sobo, najde pod njeno žimnico Vančevo pismo. Provizorjeva nedolžnost je dokazana. Župan takoj napreže sani, Lovro in Tjaž se odpeljeta za popotnikom in ga pobereta do kraja izčrpanega iz snega. Provizor svojim preganjalcem odpusti, zvestim se zahvali, nato ostane z materjo sam, umira. V poveličanih spominih na novo mašo se mu nekdanja pot v cerkev pod slavoloki spreminja v zmagoslavno pot v nebo.

## Objava in uprizoritve
Drama je bila objavljena v Domu in svetu leta 1941. Na odru je bila prvič uprizorjena v Slomškovem posvetnem društvu v Zagrebu 1942 nato pa še na t. i. domobranskem odru na Vrhniki 1944. Pred tem je bila dvakrat že sprejeta v repertoar Narodnega gledališča v Ljubljani, toda hitre menjave političnih razmer so preprečile uprizoritev.